# Many Pieces
Many Pieces è il quinto album in studio del gruppo musicale giapponese Every Little Thing, pubblicato nel 2003.

## Tracce
1. Jump (Jumping Mix) – 4:06
2. Flavor – 5:27
3. Stray Cat – 4:40
4. Ambivalence – 4:33
5. Sasayaka na Inori (ささやかな祈り) – 4:56
6. Nostalgia – 5:50
7. ... (･･･。; ten ten ten maru) – 1:40
8. Kiwoku (キヲク) – 5:27
9. Tie-Dye – 4:40
10. Grip! – 4:50
11. Self Reliance – 4:11
12. Unspeakable – 4:24
13. Ai no Uta (愛の謳) (include traccia nascosta Free Walkin') – 12:35